# Gynoplistia (Gynoplistia) chathamica
Gynoplistia (Gynoplistia) chathamica is een tweevleugelige uit de familie steltmuggen (Limoniidae). De soort komt voor in het Australaziatisch gebied.